# 千葉県警察学校
千葉県警察学校（ちばけんけいさつがっこう）は、千葉県が警察職員の教育・養成のために設置した警察学校。　

## 概要
千葉県警察の管轄であり、学校長は警視正。 

### 校訓
「向学練磨」「融和団結」

### 授業内容
- 一般教養
- 法学
- 警察実務
- 術科

## 沿革
- 1880年 千葉巡査教習所として開設。
- 1937年 千葉県警察教習所と改称。
- 1939年 千葉県警察練習所と改称。
- 1947年 千葉県警察学校と改称。
- 1986年 千葉市千葉寺町（当時）から東金市の現在地へ移転。

## 組織
学校長、副校長、部長、課長、首席師範、副首席師範、師範、管理官、調査官、主査、副主査、係長、教師、助教など
- 庶務部
- 教務部

## 所在地
- 千葉県東金市士農田28番地1